# Schloss Elsenheim

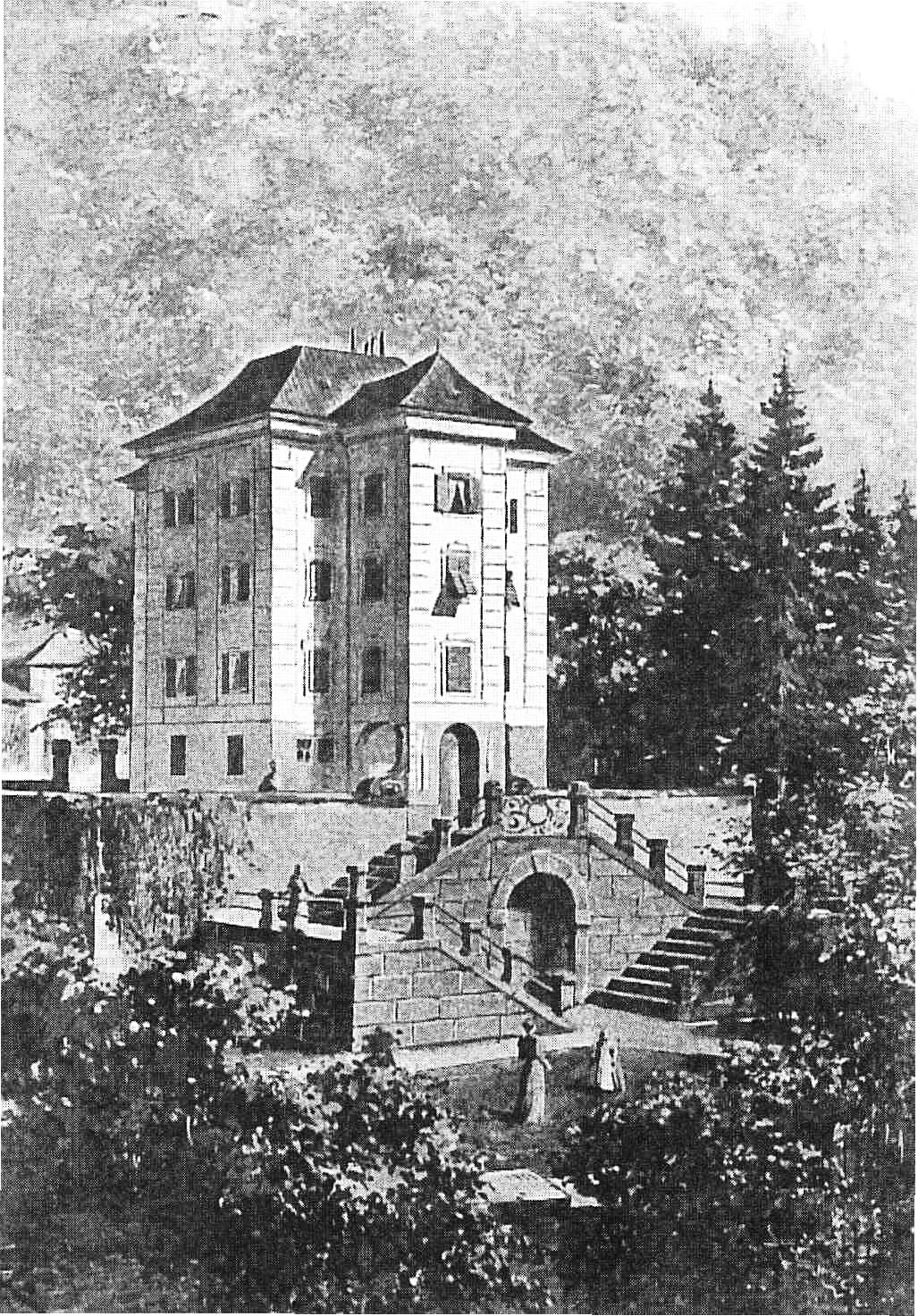
Schloss Elsenheim nach einem Aquarell von Franz Kulstrunk (1910)

Das Schloss Elsenheim, auch Schloss Re(h)lingen genannt, ist ein Schloss im Raum Äußerer Stein/Inneres Parsch, Ecke Pausingerstraße / Arenbergstraße, in der rechten Salzburger Altstadt. Das Schloss steht unter Denkmalschutz (Listeneintrag).

## Geschichte
Erbaut wurde das kleine Schloss 1449 von dem Stadtrichter und späteren Bürgermeister Hans Elsenheimer und ist bis heute nach der damaligen Bürgermeister-Dynastie Elsenheimer benannt. 1662 ging das Schloss an die Herren von Rietz, 1681 erbten die Freiherren von Rehlingen das Schloss. 1773 erfolgte ein Umbau durch Familie Rehlingen. In den 1850er-Jahren gehörte das Haus dem Kaufmann und Konsul Karl Wedekind. 1862 kaufte Fürstin Sophie Arenberg das Schloss. 

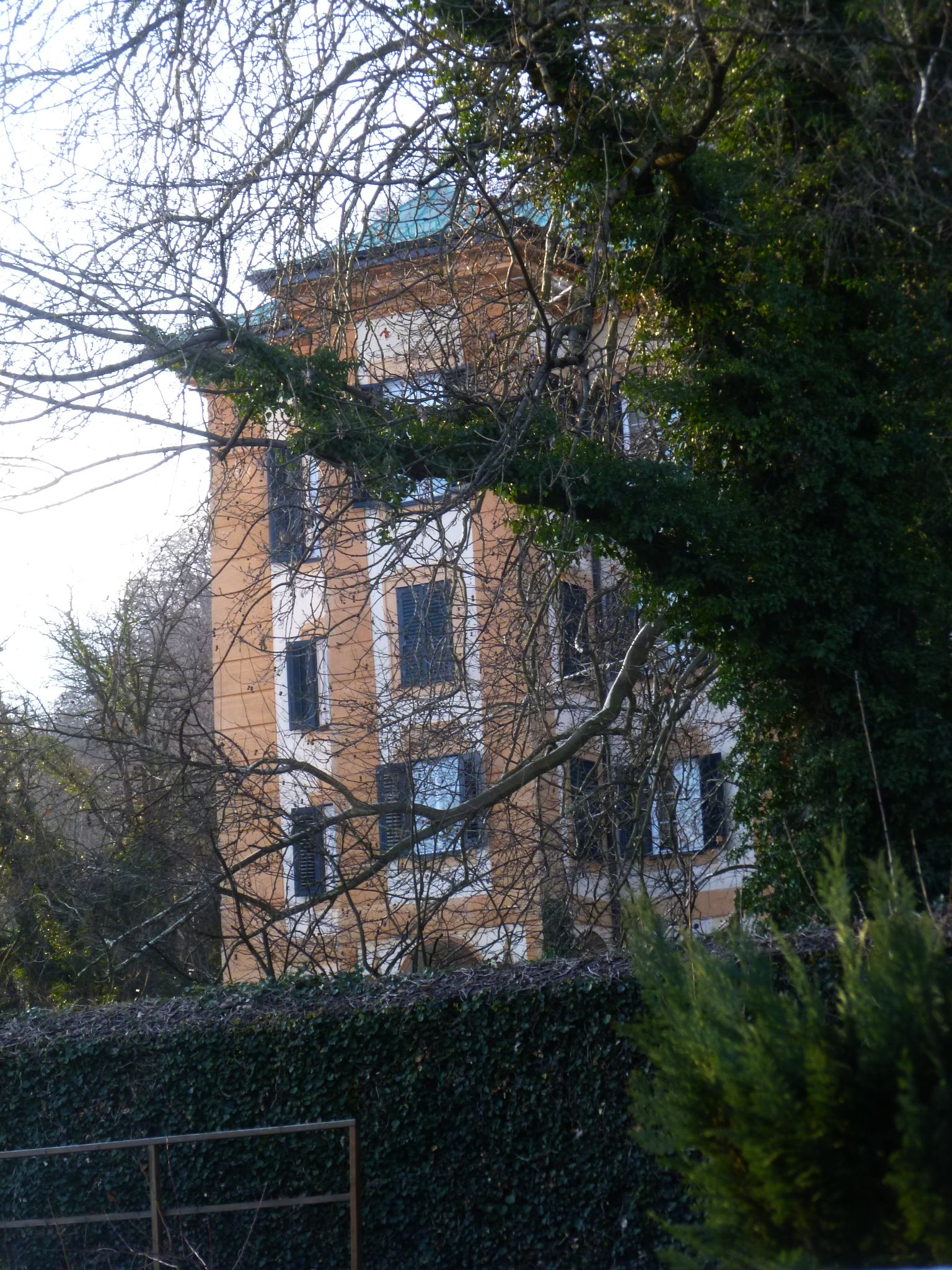
Schloss Elsenheim heute

## Schloss Elsenheim heute
Im vierten Stock des Gebäudes befindet sich das ehemalige Atelier des Malers Franz Xaver von Pausinger. Nach Pausinger wirkte hier der Salzburger Maler Franz Jung-Ilsenenheim, von dem etliche Dioramen im Haus der Natur stammen. In den 1980er-Jahren wollte Friedrich M. Welz zusammen mit Oskar Kokoschka hier eine „Österreichische Akademie der Künste“ gründen, was aber nicht verwirklicht werden konnte.
Das turmartige Schlösschen mit seinem nördlichen Treppenturm besitzt ein flaches Walmdach, dem an der Nord- und der Südseite je ein kleines Türmchen aufgesetzt ist. Der südliche Turm ruht auf Rundbogenpfeilern. Hier führt eine doppelläufige Konglomerat-Treppe ins Gartenparterre. Die heutigen Fassaden stammen aus der zweiten Hälfte des 18. Jahrhunderts. Das Schloss liegt in einem weitläufigen Park. 
Heute ist das Schloss in Privatbesitz und kann nicht besichtigt werden.